# La Mort du Dauphin

La Mort du Dauphin est la première des deux Ballades en prose des Lettres de mon moulin d'Alphonse Daudet. 

## Publication
La Mort du Dauphin est, avec Le Sous-préfet aux champs, l'une des deux Ballades en prose d'Alphonse Daudet publiées tout d'abord, le 13 octobre 1866, dans L'Événement puis, en 1869, dans la première édition par Pierre-Jules Hetzel des Lettres de mon moulin et, en 1879, dans la réédition du recueil de nouvelles complété par Alphonse Lemerre.

## Résumé
Le petit Dauphin va mourir. De grands cierges brûlent dans les églises. Les rues sont silencieuses. Le château est en émoi. Dans l'Orangerie, les médecins agitent leurs longues manches. Dans l'écurie l'alezan du petit prince hennit plaintivement. Le roi s'est enfermé dans une chambre : il ne veut pas qu'on le voie pleurer. La reine au contraire ne peut retenir ses sanglots, au chevet de son enfant. L'enfant ne comprend pas pourquoi la reine pleure : il saura bien empêcher la mort de venir le prendre. Ce que lui dit l'aumônier l'étonne pourtant : « est-ce que mon petit ami Beppo ne pourrait pas mourir à ma place, en lui donnant beaucoup d’argent ? » Et puis il sait bien que le bon Dieu est son cousin... Mais l'aumonier lui parle encore. Et le petit Dauphin pleure amèrement.

## Adaptations
Des acteurs comme Fernandel, Jean-Marc Tennberg ou Ariane Ascaride ont enregistré le texte de la Lettre de Daudet. Des chanteurs comme Roger Martineau ou Guy Bonnet en ont enregistré une adaptation sur des musiques différentes et des textes originaux écrits par les deux auteurs-compositeurs en suivant chacun de manière personnelle la trame de celui de Daudet. 